# Сенендедж
Сенендедж е град в източен Иран, административен център на провинция Кордестан. Населението на града е 772 477 души (2006).

## География
Градът е разположен на 512 км западно от столицата Техеран, с надморска височина 1480 метра.